# Station Janowiec Wielkopolski
Station Janowiec Wielkopolski is een spoorwegstation in de Poolse plaats Janowiec Wielkopolski.